# محمد عثمان الخشت
محمد عثمان الخشت مُفكر وكاتب مصري من اسيوط ديروط وأستاذ فلسفة الأديان والمذاهب الحديثة والمُعاصرة، كان يشغل منصب رئيس جامعة القاهرة حتى عام 2024، ثم تبعه محمد سامي عبد الصادق. كرمته جامعة القاهرة في عيد العلم 2013 نظرًا لإسهاماته الأكاديمية والإدارية في الدراسات العليا والبحوث والمشروعات الثقافية.
يُعتبر الخشت أحد رواد في علم فلسفة الدين في العالم العربي، نظرًا للثقل الفكري والأكاديمي الذي يظهر في كتاباته التي أسست لهذا التخصص منذ بداية تسعينيات القرن العشرين، حيث مهد كتابه مدخل إلى فلسفة الدين (1993) لذلك. فقد استطاع التمييز بين العناصر العقلانية وغير العقلانية في الأديان، مُستندًا إلى المنهج العقلاني النقدي في كتبه المعقول واللا معقول في الأديان،تطور الأديان ونحو تأسيس عصر ديني جديد والعقل وما بعد الطبيعة، وموسوعته معجم الأديان العالمية. كما تُوجد آلاف الإشارات المرجعية لمؤلفاته في الدراسات والمواقع الغربية، جنبًا إلى جنب مع آلاف الاقتباسات من مُؤلفاته وتحقيقاته. له مقالات فكرية ودينية وسياسية وفلسفية منشورة في عدد من المجلات والجرائد العربية الشهيرة مثل الأهرام المصرية والوطن المصرية والحياة اللندنية والمعرفة السُّعُودية والفيصل والدبلوماسي والوعي الإسلامي الكويتية والتسامح العمانية والرافد الإماراتية وإسلام أون لاين والأهرام المسائي وعالم الكتب وكتاب الجمهورية.
تقدم أعمال الخشت رؤية جديدة لتاريخ الفلسفة الغربية تتجاوز الصراع التقليدي منذ بداية العصور الحديثة. وتتميز مُؤلفاته بالجمع بين المنهج العقلي والخلفية الإيمانية ونسج منهجًا جديدًا في فنون التأويل يجمع بين التعمق في العلوم الإنسانية والعلوم الشرعية وتاريخ الأديان والفلسفة. وبلغ عدد مُؤلفاته (41) كتابًا منشورًا و(24) كتابًا مُحققًا من التراث الإسلامي، مع عدد (28) من الأبحاث العلمية المُحكمة المنشورة، و(12) دراسة منشورة في مجلات عربية. وصدر أول كتاب منشور له عام 1982. وصدرت أربعة كتب عن فكره وإسهاماته العلمية باللغة العربية والإنجليزية، كتبها أساتذة من الجامعات المصرية والعربية ومُحررون أجانب. فيما صدر عنه وحول فكره أكثر من 78 بحثًا علميًا مُحكمًا. وقد تُرجمت بعض أعماله إلى لغات أخرى مثل الألمانية والإنجليزية والإندونيسية. وأشرف الخشت على أكثر من 30 رسالة ماجستير ودكتوراه، وكان آخرها النزعة التنويرية عند محمد عثمان الخشت - دراسة في فلسفة الدين-، وتُناقش الدراسة رؤيته لتطوير العقل الديني وتأسيس فلسفة جديدة للدين. كما قام الخشت أيضًا بتحكيم ومُناقشة عشرات رسائل الماجستير والدكتوراه والأبحاث وترقيات الأساتذة والأساتذة المساعدين بمصر والعالم العربي. كما شارك في أكثر من 40 مُؤتمر علمي ودولي، ونظم وشارك في تنظيم 100 مُؤتمرًا دوليًا ومحليًا.
الخشت هو صاحب نظرية جديدة في تطور الأديان قدمها في كتابه تطور الأديان، حيث يتضمن الكتاب أول مُقارنة شاملة بين الأديان والفلسفات من منظور نظريات التطور، تجمع بين الوصف العلمي والتحليل الفلسفي والنقد العقلي المُلتزم بمعايير المنطق، ونجح في توظيف تلك المعايير في أشكالها الأكثر تطورًا في عصر الحداثة وما بعد الحداثة. وقدم الخشت مشروعًا جديدًا لتجديد الفكر الديني قائم على العقلانية النقدية، حيث يرى ضرورة تطوير علوم الدين، وليس إحياء علوم الدين القديمة. ودعا الخشت إلى صياغة خطاب ديني جديد بدلًا من تجديد الخطاب الديني القديم، وأعاد الخشت كتابة علوم الحديث في صيغة عصرية، كما أعاد تأويل موقف الشريعة من قضايا المرأة منذ ثمانينات القرن العشرين.
صنفه كرسي اليونسكو للفلسفة في موسوعة الفلاسفة العرب المعاصرين الصادرة عن كرسي اليونسكو للفلسفة 2017. وقد اُختير شخصية العام 2014 بالسفارة المصرية بالمملكة العربية السُّعُودية . وحصل على سبع جوائز علمية في العلوم الإنسانية والاجتماعية، وجائزة في النشر الدَّوْليّ، وجائزة الأستاذ المثالي من كُلِّيَّة الآداب عام 2010، وجائزة الأستاذ المثالي من نادي أعضاء هيئة التدريس باختيار من هيئة التدريس بقسم الفلسفة بكلية الآداب عام 2010.

## المؤهلات
- حصل الخشت على درجة الليسانس من قسم الفلسفة بكلية الآداب، جامعة القاهرة بتقدير مُمتاز مع مرتبة الشرف عام 1986.
- حصل على درجة الماجستير من القسم ذاته في المذاهب الحديثة والمُعاصرة وتخصص ما بعد الطبيعة بتقدير مُمتاز عام 1990.
- حصل على درجة الدكتوراه في فلسفة الأديان بمرتبة الشرف الأولى من الجامعة ذاتها عام 1993.

## التدرج الأكاديمي
أصبح الخشت مُعيدًا بكلية الآداب- جامعة القاهرة بدايةً من عام 1986، وترقى إلى درجة مُدرس مُساعد بعدها بأربع سنوات عقب حصوله على درجة الماجستير. ثم في عام 1993، نال درجة الدكتوراه وأصبح مُدرسًا بالكلية ذاتها. إلى أن أصبح أستاذًا مُساعدًا عام 2003 عقب قيامه بأبحاث الترقي، إلى أن وصل إلى الأستاذية عام 2008 بعد استيفائه مُتطلبات الدرجة.

## مسيرته
تولى الخشت الكثير من المناصب القيادية بجامعة القاهرة، من بينها المُستشار الثقافي للجامعة (2002- 2013)؛ ومُدير مركز جامعة القاهرة للغات والترجمة (2010- 2013)؛ وعُضو اللجنة الدائمة لاختيار الوظائف القيادية بجامعة القاهرة (2013-2013)؛ ومُسئول التدريب والتثقيف للجامعات المصرية بوزارة التعليم العالي (2013)؛ ومُستشار الدراسات العليا بجامعة القاهرة عضو المكتب الفني (2009 - 2013)؛ ومُسئول جودة الأنشطة الطلابية في مشروع تطوير الأنشطة بوزارة التعليم العالي عن جامعة القاهرة (2007-2008)؛ والمُؤسس والمُشرف على مشروع جامعة القاهرة للترجمة (2010- 2017)؛ والمُشرف على تحرير مجلة هرمس (2010- 2013)، وهي مجلة علمية مُحكمة في الدراسات الأدبية واللغوية ومُعتمدة من أكاديمية البحث العلمي ولجان ترقيات الأساتذة والأساتذة المُساعدين في مُختلف تخصصات العلوم الإنسانية والاجتماعية في الجامعات المصرية، كما شارك في تأسيس مجلة الجامعة الدولية؛ ونائب رئيس جامعة القاهرة لشئون التعليم والطلاب (2016- يوليو 2017). كما شغل منصب المُستشار الثقافي المصري لدى المملكة العربية السعودية (2013- 2015).

### نائب رئيس جامعة القاهرة لشئون التعليم والطلاب
كان الخشت نائب رئيس جامعة القاهرة لشئون التعليم والطلاب في الفترة من 2016 حتى شهر يوليو 2017. وأحدث تطويرًا مُؤسسيًا كبيرًا في قطاع شئون التعليم والطلاب، حيث حصلت الأمانة العامة للجامعة التي تشمل مجموعة الإدارات الرئيسية التابعة للجامعة وكذلك مركز جامعة القاهرة لضمان الجودة والاعتماد، على شهادة الأيزو 9001/ 2015، لتكون ذلك جامعة القاهرة أول جامعة مصرية تحصل على هذه الشهادة في منطقة الشرق الأوسط فيما يتعلق بالقدرة المؤسسية للجهاز الإداري. وفي مارس 2018، جُددت هذه الشهادة لمدة ثلاث سنوات قادمة. ونجح الخشت في تطوير نظم التقويم والامتحانات وفق نظام الامتحانات الموضوعية، حيث طُبقت على 70% من كليات الجامعة. وفي عهده، حصلت 16 كلية على الجودة والاعتماد أو تجديد الاعتماد. كما عمل أكبر خريطة للجامعة علي مستوي الجامعات المصرية، بالإضافة إلي إنشاء مُعسكر قادة المستقبل وهو 6 أفواج تضم 600 طالب يعتمد علي تحديين رئيسيين عنوانه الإصلاح الديني والتنمية الاقتصادية للقدرة على تنمية تفكير الطلاب ونضج عقولهم والقدرة علي الاعتماد علي أنفسهم.

### المستشار الثقافي لدى المملكة العربية السعودية
شغل الخشت منصب المستشار الثقافي لدى المملكة العربية السعودية فيما بين عامي 2013 حتى 2015. وحقق العديد من الانجازات والتطوير المؤسسي، حين رأس أكبر بعثة تعليمية مصرية بالخارج والتي فاقت 250 ألف طالب؛ منها إعداد مشروع برتوكول تعاون تعليمي وبحثي وتربوي مُشترك بين مصر والسعودية؛ وعمل على زيادة عدد المدارس التي تُدرس المنهج المصري من 7 لتصل إلى 39؛ ونجح في حل مشكلة الامتحان التحصيلي، والتي كانت تُؤدي بدورها إلى اعتصامات ومُظاهرات سنوية في السفارة والقنصلية والمكتب الثقافي ووزارة التعليم العالي؛ ونظم أكبر امتحانات للطلاب المصريين بالخارج على مستوى العالم؛ ونجح في مُساواة الطلاب المصريين بالسعوديين في قواعد وشروط القبول؛ وزيادة منح الطلاب المصريين للدراسة بالجامعات السعودية من 320 منحة إلى 800 منحة إلى أن وصلت بدون سقف عددي شريطة توفر مجموع درجات الالتحاق؛ وأعد أول دليل نوعي مُوجه إلى الدارسين السعوديين لتشجيعهم على الدراسة في الجامعات المصرية ومُميزات الدراسة والحياة في مصر؛ وأنشأ أول موقع إلكتروني شامل وقاعدة معلومات إلكترونية للباحثين والأساتذة المصريين العاملين بالمملكة العربية السعودية لأول مرة؛ وطور قاعدة المعلومات الإلكترونية للطلاب المصريين في التعليم قبل الجامعي؛ وساهم في الصدور المُبكر لتنسيق الطلاب المصريين الحاصلين علي الثانوية السعودية؛ وتوجيه مدارس المسار المصري نحو تكوين عقليات مفتوحة وشخصيات عصرية، مع توفير المُقررات الدراسية إلكترونيًا للتغلب على تأخر الكتب الدراسية الخاصة بمدارس المسار المصري.
كما قام بإطلاق المُلتقى الإبداعي المصري السعودي ليكون مُلتقى دوريًا يحتضن المُبدعين من البلدين الشقيقين، علاوةً على مُبدعي الدول العربية الأخرى بالرياض. وأقام 23 معرضًا ثقافيًا وتعليميًا وسياحيًا في 18 جامعة ومدرسة دولية وحكومية وخاصة. وربط العمل الثقافي بقضايا الأمة العربية والدولة الوطنية؛ حيث أقام العديد من الندوات وورش العمل لطرح استراتيجيات جديدة لمُحاربة الإرهاب والتطرف في إطار العلاقات الثقافية بين البلدين، مع تأسيس عصر ديني جديد، فضلًا عن طرح حلول من خلال ندوات مُتخصصة لمشكلة سد النهضة وتنمية سيناء ومحور قناة السويس.

## المُؤلفات

### الأديان المُقارنة وفلسفة الدين والفلسفة الحديثة والمُعاصرة
- روجيه جارودي: نصف قرن من البحث عن الحقيقة، القاهرة، مكتبة ابن سينا، 1986.
- حركة الحشاشين: تاريخ وعقائد أخطر فرقة سرية في العالم الإسلامي، القاهرة، مكتبة ابن سينا، 1988.
- مدخل إلى فلسفة الدين، القاهرة، دار الثقافة العربية، 1994، ودار قباء، 2001، ثم طبعات متتالية، آخرها عن مؤسسة مؤمنون بلا حدود، المغرب، 2016.
- مقارنة الأديان: الفيدية، البرهمية، الهندوسية، القاهرة مكتبة ابن سينا، 1996.
- الدين والميتافيزيقا في فلسفة هيوم، القاهرة، دار قباء، 1997.
- فلسفة العقائد المسيحية، القاهرة، دار قباء، 1998.
- أقنعة ديكارت العقلانية تتساقط، القاهرة، دار قباء، 1998.
- العقل وما بعد الطبيعة بين فلسفتي هيوم وكنط، بيروت، دار التنوير، 2005. رسالة الماجستير 1990.
- المعقول واللامعقول في الأديان بين العقلانية النقدية والعقلانية المنحازة، القاهرة، دار نهضة مصر، 2006. رسالة الدكتوراه 1993.
- الشخصية والحياة الروحية في فلسفة الدين عند برايتمان، القاهرة، دار قباء الحديثة، 2006.
- الإله والإنسان: إشكالية التشابه والاختلاف، القاهرة، دار قباء الحديثة، 2006.
- الوضعية والاستشراق في عصر الأيديولوجية، القاهرة، دار نهضة مصر، 2007.
- العقلانية والتعصب، القاهرة، دار نهضة مصر، 2007.
- الميتافيزيقا: قراءات نقدية، القاهرة، دار الثقافة العربية، 2009.
- الفلسفة الحديثة: قراءات نقدية، القاهرة، دار الثقافة العربية، ط 8، 2009.
- تطور الأديان، القاهرة، مكتبة الشروق، 2010.
- المشترك بين الأديان والفلسفة، القاهرة، دار غريب، 2011.
- معجم الأديان العالمية، القاهرة، مركز جامعة القاهرة للغات والترجمة، 2013.
- للوحي معان أخرى، القاهرة، هيئة قصور الثقافة، 2013.
- نحو تأسيس عصر ديني جديد، دار نيو بوك للطباعة والنشر والتوزيع، 2017.
- صراع الروح والمادة في عصر العقل، دار روابط للطباعة والنشر والتوزيع، 2017.
- موسوعة الأديان والمذاهب والأحزاب المعاصرة، (كتابة كل الجزء الخاص بالمفاهيم والتيارات الحديثة والمعاصرة)، السعودية، الندوة العالمية للشباب الإسلامي، الإصدار الثالث، تحت الطبع.
- الموسوعة الوسيطة في الديانات والفرق والمذاهب والحركات المعاصرة، (كتابة ومراجعة وتدقيق وتعديل كثير من المواد العلمية عن الفرق والمذاهب الحديثة)، الرياض، دار إشبيليا للنشر والتوزيع، تحت الطبع.

### مناهج البحـث العلمي
- فن كتابة البحوث العلمية وإعداد الرسائل الجامعية، القاهرة، مكتبة ابن سينا، 1990.
- كيف تكتب بحثا علميا؟ القاهرة، نهضة مصر، 2007.
- مناهج البحث، بيروت، دار الأمير، 2010.

### المجال السياسي
- مستقبل الصراع العربي الإسرائيلي: واستراتيجيات إقامة الدولة الفلسطينية، المحرر العام وكاتب البحث الرئيسي "اليهودية دين أم تنظيم سياسي متطرف"، القاهرة، دار قباء، 2001.
- المجتمع المدني عند هيجل، القاهرة، دار قباء، 2002.
- المجتمع المدني والدولة، القاهرة، نهضة مصر، 2006.
- فلسفة المواطنة وأسس بناء الدولة الحديثة، هيئة قصور الثقافة، 2014.

### المجال الاجتماعي
- الشائعات، القاهرة، مكتبة ابن سينا، 1996.
- أخلاق التقدم، القاهرة نيو بوك، 2016.

### العلوم الشرعية
- الدليل الفقهي، القاهرة، مكتبة ابن سينا، 1985.
- حجة الوداع، القاهرة، مكتبة المختار الإسلامي،1985.
- من إعجاز القرآن: تأويل جديد لقوله تعالى (وليس الذكر كالأنثى)، القاهرة، مكتبة القرآن، 1985.
- مفاتيح علوم الحديث وطرق تخريجه، القاهرة، مكتبة القرآن، 1987.
- فتاوى المرأة المسلمة في العبادات والمعاملات، القاهرة، مكتبة القرآن، 1987.
- فقه النساء في ضوء المذاهب الفقهية والاجتهادات المعاصرة، سوريا، دار الكتاب العربي، 1990.
- فقه المغتربين: تحديات الزمان والمكان، تحت الطبع.

## كتب وأبحاث للآخرين عن مشروعه الفكري

### عقلانية بلا ضفاف
يتضمن كتاب عقلانية بلا ضفاف: الظاهرة الدينية والسياسية في  أعمال  الخشت الفكرية من تقديم عصمت نصار وتحرير غيضان السيد 22 بحثًا عنه لمجموعة من الأساتذة والباحثين الجامعيين المُقدمة في دار الكتاب العربي في دمشق عام 2013.

### الأسس الفكرية والمنهجية في الفلسفة الإسلامية المعاصرة العقل والمنهج عند محمد عثمان الخشت
تلح الضرورة الفكرية في الوقت الراهن الاهتمام بالشخصيات الفكرية الفلسفية التي أهملتها أقلام الباحثين إلى جوار الشخصيات الفكرية التي قتلت بحثًا إلا في بعض الجوانب؛ استنادًا إلى ما أثروا به الحياة الفكرية في الوطن العربي والإسلامي. الكتاب من تأليف محمود كيشانه ونشرته دار رهف للنشر والتوزيع في القاهرة عام 2015.

### تجديد العقل الديني في مشروع الخشت الفكري
كتاب قدم له عمرو شريف وحرره غيضان السيد علي في 2018 في دار نيو بوك في القاهرة. تضمن كتاب أعده 24 باحثًا وباحثة في مصر والعالم العربي. ينقسم الكتاب إلى ثلاثة أقسام؛ جاء القسم الأول بعنوان قراءات في أعمال الخشت المبكرة، فيما جاء القسم الثاني تحت عنوان العقلانية النقدية في مشروع الخشت، واخُتتم بالقسم الثالث بعنوان الخشت وتكوين خطاب ديني جديد.
```
يدور الكتاب حول جهود محمد عثمان الخشت في تجديد العقل الديني، باعتباره أبرز المُفكرين الذين جمعوا بين علم الفقه وأصوله من ناحية، والفلسفة من ناحية أخرى، وتقديمه المعلومة بلغة عصرية مفهومة عبر رحلة طويلة من الفقه الي الفلسفة، حتى تُؤدي إلي تكوين خطاب ديني جديد، رافضًا تجديد الخطاب الديني القديم.
[
21
]
[
22
]
```

#### العقلانية النقدية في مشروع الخشت
كان هذا هو القسم الثاني في كتاب  تجديد العقل الديني في مشروع الخشت الفكري. قدم له فتحي التريكي وحرره أحمد عبد الحليم عطية. قدم الخشت قدم مشروعًا جديدًا لتجديد الفكر الديني مُرتكزًا علي العقلانية النقدية، حيث يرى ضرورة تطوير علوم الدين، وليس إحياء علوم الدين القديمة، نظرًا لتجمدها الذي يحوِّل القرآن من نص ديناميكي يُواكب الحياة المُتجددة إلي نص استاتيكي يُواكب زمنًا مضي وانتهي، ويُؤسس الخشت لتفسير جديد ينتقل من الوعظ والإدهاش والتخويف إلي تفسير من أجل التعقل والتفكير.

### العين والمدى
كتب الباحث الجزائري فصلًا كاملًا بعنوان مُقاربة الخشت في تجديد الخطاب الديني: الأسباب، الضوابط والخطوات، في كتابه العين والمدى.. مقاربات سياقية لأسئلة الوعي في الفكر الهيوماني. صدرالكتاب عام 2016 عن دار شهر زاد للنشر والتوزيع بالمملكة الأردنية الهاشمية. وقدّم له بشير ربوح أستاذ الفلسفة بجامعة الحاج لخضر بباتنة.

### الفلاسفة المصريون
ضُمن اسم الخشت في فصل كامل تناول أعماله وفكره في موسوعة الفلاسفة المصريون (Egyptian Philosophers) عام 2011.

### موسوعة الفلاسفة العرب المُعاصرين
صنف كرسي اليونسكو للفلسفة الخشت ضمن الفلاسفة العرب المعاصرين في موسوعة الفلاسفة العرب المُعاصرين الصادرة عن كرسي اليونسكو للفلسفة 2017.
وتضمنت الموسوعة بحثًا علميًا مُحكمًا عنه بعنوان الخشت وألعاب الفلسفة: البعد التجديدي في فكر الخشت (439- 472) للباحث ماهر عبد المحسن.

## الترجمة
- الموسوعة البريطانية للأديان، ترجمة منفردة، القاهرة، مكتبة الشروق، 2010 تحت الطبع.
- مستقبل الإسلام السياسي، تأليف جرهام فوللر، مراجع للترجمة، القاهرة، مركز جامعة القاهرة للغات والترجمة، 2013.
- موسوعة الفلسفة الغربية، ترجمة بالاشتراك، القاهرة، المجلس القومي للترجمة، تم الانتهاء من ترجمة الجزء المُكلف به، وبقية الموسوعة تحت الإعداد.

## الجوائز
- جائزة شخصية العام من السفارة المصرية بالمملكة العربية السعودية (2014).
- جائزة التفوق العلمي في العلوم الاجتماعية من جامعة القاهرة (2013).
- جائزة النشر العلمي الدولي من جامعة القاهرة (2013).
- جائزة التفوق العلمي في العلوم الإنسانية من جامعة القاهرة (2010).
- جائزة الأستاذ المثالي من كلية الآداب جامعة القاهرة عام (2010).
- جائزة الأستاذ المثالي من نادي أعضاء هيئة التدريس عام (2010).
- جائزة البروفيسور أندريه لالاند من كلية الآداب- جامعة القاهرة (1986).
- جائزة زكي نجيب محمود من كلية الآداب- جامعة القاهرة (1986).
- جائزة زكي نجيب محمود من كلية الآداب- جامعة القاهرة (1993).